# 小田切光季
小田切 光季（おだぎり みつすえ）は、戦国時代の武士。甲斐武田氏家臣。

## 経歴・人物
武田勝頼に従い、天正3年（1575年）の長篠の戦いにて討死する。